# میلاد تاجی
میلاد تاجی (زادهٔ ۳۰ نوامبر ۱۹۹۳) یک بازیکن فوتبال اهل ایران است. 
از باشگاه‌هایی که در آن بازی کرده‌است می‌توان به باشگاه فوتبال راه‌آهن و باشگاه فوتبال شهرداری بندرعباس اشاره کرد.